# Нет знатности без денег
«Нет знатности без денег» (исп. Dineros son calidad) — комедия испанского драматурга Лопе де Веги, впервые опубликованная в 1633 году в составе «XXIV части комедий Лопе де Вега» (вышла в Сарагосе). Время первой постановки на сцене неизвестно, самая ранняя из постановок, о которых есть данные, принадлежала труппе Фелипе Санчеса Эчеверриа. В XVII веке пьеса имела успех у зрителей и ставилась много раз, причём её неоднократно переделывали. Во многих случаях об изменениях зрителям не сообщалось.
Как отмечает литературовед М. Андреев, пьеса относится к тем произведениям Лопе (наряду с комедиями «Чему быть, того не миновать», «Без тайны нет и любви»), где герои стремятся к браку, а не просто к любовной связи.